# Diego Calvo de Encalada
Diego Calvo de Encalada y de Orozco, I marqués de Villa-Palma de Encalada (Sevilla, 1673 - cercanías de la Isla Gorgona, 1735), fue caballero de la Orden de Santiago, Comisario General de la Caballería del Reino de Chile, Alcalde de Santiago, etc.
Calvo de Encalada fue un noble y funcionario de gobierno español que alcanzó notoriedad en Chile durante la La Colonia debido a sus actividades comerciales y sociales que lo llevaron a construir una fuerte red de alianzas en el gobierno y la clase alta chilena, lo que sentaría las bases para que varios miembros de su descendencia ostentaran diversos cargos políticos. Su perfil de vida se enmarca dentro del llamado grupo de la aristocracia castellano-vasca, familias llegadas a Chile durante el siglo XVIII que desarrollan gran poderío económico.

## Biografía
Nació en Sevilla el 30 de agosto de 1673, hijo de Diego Calvo de Encalada (natural de Villalba del Alcor, 1616, Caballero de la Orden de Calatrava y alcalde la Santa Hermandad) y de Lorenza de Orozco y Cisneros, ambos casados en Sevilla el 2 de septiembre de 1666. Calvo de Encalada y Orozco casó en Santiago el 21 de abril de 1700 con Catalina Chacón y Carvajal. Tras servir a la corona en Perú, se establece en Chile, trabajando primero en Concepción. Su muerte fue trágica, tras el naufragio de la embarcación en que navegaba rumbo a España, hecho ocurrido frente a las costas de la actual Colombia, cerca a la Isla Gorgona.

### Funcionario público
Alcalde de Santiago en 1706. 
El 13 de mayo de 1726 el caballero de Santiago don Francisco Antonio de Unzaga Amézaga y Aperribay  firmó su informe para que Diego Calvo de la Encalada obtuviera el derecho a recibir el hábito de la Orden de Santiago. Al año siguiente, en 1727, fue nombrado Maestre General del Reino de Chile, también fue corregidor en distintas ocasiones: de Colchagua (Chile, 1717) y Huamalíes y Conchucos (Perú, 1732). En 1731 solicita al Rey ser Gobernador de Valdivia.

### Propietario
Compró en 1713 la estancia Cocalán de manos de su suegro Juan Chacón y Cajal. Heredó de su tío abuelo Jerónimo Flórez de León el fundo Codao, que llevaba consigo una encomienda de indios, una de las últimas de Chile, que fue disuelta por Ambrosio O'Higgins en 1789. Los indios libres formaron el pueblo de Navidad en 1794.